# Вітебське князівство
Вітебське князівство — в XII—XIV ст. уділ Полоцького князівства на Русі, з XIV ст. в Литві. Переважно, його територія нині входить до складу Вітебської області Білорусі. Столиця — Вітебськ.

## Історія
Зі смертю Всеслава Брячиславича Полоцького в 1101 та поділом його володінь на сімох синів було утворено удільне князівство зі столицею у Вітебську. Вітебськ дістався Святославу, який став першим вітебським князем. Після того як Полоцьку землю розорив Мстислав Великий, Святослав був відправлений до Візантії, а вітебський стіл відійшов до його сина Василька. Скориставшись ситуацією, він зайняв також і Полоцьк; залишався полоцким князем до 1144.
У 1139 в Полоцьку землю повернулися заслані князі, і вітебські Васильковичі почали боротьбу за Полоцьк з мінськими Глібовичами та Друцькими Рогволодовичами. У цій боротьбі вітебським князям довше інших вдавалося утримувати за собою Полоцьк: в XIII ст. в Полоцьку княжили 4 представника Вітебської династії. Тоді князівство вело жваву торгівлю з Ригою та низкою німецьких міст.
У 1165—1167 внаслідок феодальних усобиць Вітебське князівство поступово почало втрачати значення та потрапило під владу смоленських князів. Однак це підпорядкування було недовгим, і невдовзі Вітебськ знову отримав незалежність.[джерело не вказане 4069 днів]
Наприкінці XII — у першій половині XIII ст. Вітебська земля потрапила в сферу впливу литовських князів, а в середині XIII ст. — Великого князівства Литовського. Точно не відомо, хто став наступником сильного князя Брячислава Васильковича, коли той став князем полоцьким у 1232. Коли Брячислав помер, в Полоцьку став правити литовський князь Товтивіл, а у Вітебську — його син Костянтин. Хоча потім до Вітебська знову повернулися колишні князі, династичні зв'язки з великими князями литовськими стали постійними.
Останнім удільним вітебським князем був Ярослав Василькович, дочка якого Марія була одружена з литовським князем Ольгердом. Ярослав Василькович помер у 1320, не маючи спадкоємців чоловічої статі, після чого у Вітебському князівстві почав правити його зять Ольгерд Гедимінович, і князівство стало залежним від Великого князівства Литовського.
До смерті Ольгерда (1377) входило до складу його уділу. Після — перейшло по заповіту до його другої дружини — княгині Уляни Тверської, яка спокійно правила у князівстві до своєї смерті у 1393 р., по чому Вітовт приєднав Вітебщину до Литви остаточно.
У 1503 утворено Вітебське воєводство.

## Територіальний склад
До складу Вітебської землі станом на момент скасування князівства входили:
- Озеріщенське староство (підпорядковане великому князю)
- Усвятське староство (підпорядковане великому князю)
- Оршанське староство (підпорядковане великому князю)
- Безпосередньо Вітебська земля (федеративний статус на основі привілеїв)
- Велізьке староство (федеративний статус на основі привілеїв)
- Друцьке князівство (васал великого князя)

## Князі
У 1508 утворено Вітебське воєводство, хоча вітебські намісники почали називати себе воєводами ще у 1503.